# Læksgårde
Læksgårde (dansk) Lexgaard (tysk) er en landsby og kommune beliggende syd for den dansk-tyske grænse i det nordvestlige Sydslesvig. Administrativt hører kommunen under Nordfrislands kreds i den tyske delstat Slesvig-Holsten. Kommunen samarbejder på administrativt plan med andre kommuner i omegnen i Sydtønder kommunefællesskab (Amt Südtondern). I kirkelig henseende hører Læksgårde under Karlum Sogn. Sognet lå i Kær Herred (Tønder Amt), da Slesvig var dansk indtil 1864.
Læksgårde er første gang nævnt omkring 1470. Stednavnet henføres til beliggenheden ved et vandløb (sml. Læk). Måske henføres navnet også til den gård, hvori lægdsmanden bor, men så skulle navnet egentlig skrives Lægsgård. Laur henfører navnet til mandsnavn Lek eller Leg, som står i forbindelse med at lege.